# LG Optimus Chat
LG Optimus Chat è un smartphone touch-screen entry-level con tastiera fisica, prodotto da LG Electronics. È molto simile a LG Optimus One, la differenza principale è che ha un touch screen più piccolo (2,8 pollici invece di 3.2 pollici)  ma ha invece una tastiera fisica slide-out. È attualmente in esecuzione Android 2.2 Froyo ma può funzionare Android 2.3 Gingerbread.